# Чемпионат Ленинграда по футболу 1935
Чемпионат Ленинграда по футболу 1935 стал ХХХV-м первенством города.
Чемпионат был проведен спортивными секциями при Ленинградском областном совете физической культуры (ЛОСФК) и Ленинградском областном совете профессиональных союзов (ЛОСПС) как единое первенство — высшая группа (в этом сезоне носившая название группа «А» ЛОСФК) разыгрывала первенство Ленинграда, все остальные группы — первенство ЛОСПС.
Победителем в группе «А» стала команда «Динамо».

## Организация и проведение турнира
Чемпионат проводился в группе ЛОСФК — высший уровень — и в шести группах ЛОСПС, разыгрывающих первенство профсоюзов.
В группе ЛОСФК выступали восемь лучших клубов по итогам предыдущего первенства. Начиная с этого сезона, «клубный зачёт» в этой группе был отменен, и первенство города непосредственно разыгрывали первые команды каждого из клубов, собранные в группе «А». Аналогично в группах «Б», «В», «Г» и «Д» соревновались соответственно младшие команды со II по V; существовали также группы для введенных с этого сезона команд юношей и ветеранов (так называемых «старичков»).
В группах ЛОСПС структура осталась прежней — соревнования в «клубном зачёте». 
По окончании чемпионата предусматривался переходной турнир для двух худших команд ЛОСФК и двух лучших команд ЛОСПС для определения двух участников высшей группы первенства города на будущий год.
Календарь соревнований был сформирован и опубликован в начале апреля. Для команд группы «А» предусматривался двухкруговой турнир с турами по выходным дням «шестидневки», предусматривавший «окна» для ряда всесоюзных соревнований сезона, междугородних и международных встреч, который в целом выполнялся достаточно аккуратно (особенно в сравнении с Москвой, где весеннее и, в особенности, осеннее первенства были закончены с большим трудом), однако при этом некоторым командам пришлось провести значительную часть чемпионата без ряда ключевых игроков. Определенные неудобства вызвало также решение ЛОСФК с начала второго круга ввести в чемпионат девятой командой сборную города, в которую вызывались на конкретный тур ряд лучших игроков из участвовавших в этом же туре команд; просуществовав половину второго круга, это нововведение серьезно усложнило календарь, вызвав ряд переносов встреч.
В группе «А» ЛОСФК в чемпионате приняли участие 8 команд
- «Динамо»
- «Большевик»
- «Красная заря»
- «Спартак»
- Завод им. Сталина
- ГОЛИФК
- ЛОС
- «Балтвод»

## Ход турнира (группа «А» ЛОСФК)
Чемпионат стартовал 18 мая. Игры прошли в два круга.
С начала первенства лидерство захватила команда «Большевик» — единственная практически не делегировавшая игроков в различные сборные, что положительно сказывалось на стабильности и сыгранности состава. Она одержала 5 побед подряд со старта турнира, в том числе и над одним из фаворитов — «Красной зарей» (в третьем туре) — и опережала другого фаворита первенства — «Динамо», дважды сыгравшего вничью. Однако очная встреча соперников в шестом туре принесла уверенную победу динамовцам — 3:1, и после первого круга в чемпионате установилось двоевластие.
Синхронность результатов лидеров со старта второго круга была нарушена в девятом туре: матч динамовцев с «Красной зарей» был перенесен, а «Большевик» вначале потерял очко в матче с неудачно начавшим было сезон Заводом им. Сталина, а затем крупно проиграл «Спартаку». В свою очередь, «Динамо», ослабленное изъятием ряда ведущих игроков в пользу различных сборных, не смогло одолеть студентов из ГОЛИФК. В результате ко второй очной встрече в предпоследнем туре команды подошли с равным количеством очков, но у «Динамо» была игра в запасе. Вызвав на этот матч из Москвы находившихся там в распоряжении готовившейся к очередным матчам с турками сборной СССР Пеку Дементьева и Валентина Федорова, динамовцы разгромили соперников (6:0), решив, казалось бы, вопрос о чемпионстве — всего одно очко в двух оставшихся играх гарантировало динамовцам единоличное первенство. Однако в последнем туре вдохновенно заигравший во втором круге «Спартак», крупно обыгравший и «Большевик», и «Красную зарю» (в преждевременно оконченном, ввиду четырёх удалений у краснозаревцев, матче, который стал, ввиду скандально грубой игры последних, предметом разбирательства в ЛОСФК и в центральной спортивной прессе), не сделал исключения и для ни разу не проигрывавшего до этого «Динамо», крупно победив 4:1.
Динамовцы еще могли надеяться хотя бы на ничью в отложенном матче с «Красной зарей», но 12 октября в очередном довоенном ленинградском «дерби» (в отсутствие М.Бутусова, П.Дементьева и Вал. Федорова) боровшиеся за третье место краснозаревцы победили 2:0.
В образовавшийся по итогам сезона паритет внес ясность только ЛОСФК, на своем заседании присудивший чемпионство «Динамо» «за меньшее число поражений», отметив при этом, что «Динамо» — базовая команда сборной города (вероятно, подчеркнув, что при вынесении решения был учтен тот факт, что интересы различных сборных объективно помешали команде выступить в полную силу и безальтернативно занять первое место).

### Турнирная таблица
| № | Команды           | 1       | 2        | 3       | 4       | 5       | 6       | 7       | 8        | В  | Н | П  | М       | О  |
| - | ----------------- | ------- | -------- | ------- | ------- | ------- | ------- | ------- | -------- | -- | - | -- | ------- | -- |
|   | «Динамо»          |         | 3:1 6:0  | 1:1 0:2 | 4:2 1:4 | 1:1 2:0 | 4:3 1:1 | 8:0     | 5:0 8:1  | 9  | 3 | 2  | 52 — 16 | 21 |
|   | «Большевик»       | 1:3 0:6 |          | 2:1 3:0 | 1:0 3:7 | 8:1 2:2 | 1:0 2:1 | 3:0     | 5:4 11:2 | 10 | 1 | 3  | 45 — 27 | 21 |
|   | «Красная заря»    | 1:1 2:0 | 1:2 0:3  |         | 2:0 0:4 | 2:0 2:1 | 1:2 3:1 | 5:2 3:0 | 3:1 9:1  | 9  | 1 | 4  | 34 — 18 | 19 |
| 4 | «Спартак»         | 2:4 4:1 | 0:1 7:3  | 0:2 4:0 |         | 2:1 3:2 | 2:2 0:1 | 5:3 3:2 | 0:0 6:2  | 8  | 2 | 4  | 38 — 24 | 18 |
| 5 | Завод им. Сталина | 1:1 0:2 | 1:8 2:2  | 0:2 1:2 | 1:2 2:3 |         | 2:1 8:1 | 2:3 6:3 | 5:0 4:2  | 5  | 2 | 7  | 35 — 32 | 12 |
| 6 | ГОЛИФК            | 3:4 1:1 | 0:1 1:2  | 2:1 1:3 | 2:2 1:0 | 1:2 1:8 |         | 2:3 0:0 | 0:0 2:1  | 3  | 4 | 7  | 17 — 28 | 10 |
| 7 | ЛОС               | 0:8     | 0:3      | 2:5 0:3 | 3:5 2:3 | 3:2 3:6 | 3:2 0:0 |         | 2:2 3:4  | 2  | 2 | 10 | 21 — 54 | 6  |
| 8 | «Балтвод»         | 0:5 1:8 | 4:5 2:11 | 1:3 1:9 | 0:0 2:6 | 0:5 2:4 | 0:0 1:2 | 2:2 4:3 |          | 1  | 3 | 10 | 20 — 63 | 5  |

### Матчи
| 18 мая | «Большевик»   | 1:0     | ГОЛИФК | «Динамо»                            |
|        | - Зубарев 15′ | (отчёт) |        | Зрителей: ~10 000 Судья: И.Колтунов |

| 18 мая | «Динамо»                              | 8:0     | ЛОС | «Динамо»                        |
|        | - П.Дементьев - Б.Шелагин - М.Бутусов | (отчёт) |     | Зрителей: ~10 000 Судья: Н.Усов |

| 18 мая | «Спартак» | 0:0     | «Балтвод» | «Динамо»                            |
|        |           | (отчёт) |           | Зрителей: ~10 000 Судья: В.Лукандер |

| 18 мая | «Красная заря»                     | 2:0     | Завод им.Сталина | «Динамо»                             |
| | - П.Григорьев 22′ - И.Смирнов ~40′ | (отчёт) |                  | Зрителей: ~10 000 Судья: А.Гольдберг |
| «Красная заря»: Лихвинцев - В.Топталов, Н.Топталов - А.Лемешев, В.Лемешев, Карев - П.Григорьев, Прокопович, Пав.Артемьев, И.Смирнов, Ярцев · Завод им.Сталина: Шорец - Шаповалов, Салостин ~70' - Ал.Иванов, Ивин, Н.Родионов - Судаков, Лаврентьев, Абакумов, М.Петров, Донин |                                    |         |                  |                                      |

| 24 мая | ЛОС                           | 2:2     | «Балтвод»                   | Стадион им.Ленина |
|        | - Кусков 1:0′ - ? 2:0′ (пен.) | (отчёт) | - 2:1′ Гаврилов - 2:2′ Елец | Зрителей: ~15 000 |

| 24 мая | ГОЛИФК                    | 2:2     | «Спартак»               | Стадион им.Ленина |
|        | - ? 1:0′ - В.Шелагин 2:2′ | (отчёт) | - 1:1′ ? - 1:2′ Мурашев | Зрителей: ~15 000 |

| 24 мая | «Динамо»               | 1:1     | «Красная заря»     | Стадион им.Ленина                  |
| | - Б.Шелагин 86′ (пен.) | (отчёт) | - 70′ Пав.Артемьев | Зрителей: ~15 000 Судья: В.Быстров |
| «Динамо»: Н.Соколов - Юденич, ? - Пав.Попов, С.Егоров, Вал.Федоров - ?, П.Дементьев, М.Бутусов, Б.Шелагин, ? «Красная заря»: Лихвинцев - В.Топталов, Н.Топталов - А.Лемешев, В.Лемешев, Карев - П.Григорьев, Прокопович, Пав.Артемьев, И.Смирнов, Ярцев |                        |         |                    |                                    |

| 24 мая | «Большевик» | 8:1     | Завод им.Сталина | Стадион им.Ленина |
| |             | (отчёт) | - Донин          | Зрителей: ~15 000 |
| Завод им.Сталина: ? - Салостин - Ал.Иванов, Ивин, Н.Родионов - Судаков, Лаврентьев, Абакумов, М.Петров , Донин |             |         |                  |                   |

| 30 мая | «Спартак» | 2:1     | Завод им.Сталина | Стадион КСИ |
|        |           | (отчёт) | - 0:1′ Донин     |             |

| 30 мая | ЛОС                                     | 3:2     | ГОЛИФК                  | Стадион КСИ |
|        | - Кусков 1:1′ - Симин 48′ - Забелин 80′ | (отчёт) | - 0:1′ Федоров - ~50′ ? |             |

| 30 мая | «Большевик»                             | 2:1     | «Красная заря»         | Стадион КСИ      |
| | - С.Строков 7' (пен.) 38′ - Зубарев 25′ | (отчёт) | - 70′ (авт.) П.Строков | Судья: Григорьев |
| «Большевик»: Н.Михайлов - Бахтеров, Гинько - Шапырин, П.Строков, Беляков - Головня, М.Андреев, Зубарев, С.Строков, П.Соколов «Красная заря»: Лихвинцев - ... К.Лемешев ... |                                         |         |                        |                  |

| 30 мая | «Динамо» | 5:0     | «Балтвод» | Стадион им.Ленина |
|        |          | (отчёт) |           | Зрителей: ~15 000 |

| 6 июн                                                                      | ЛОС                                | 3:2     | Завод им.Сталина                  | Стадион кондитеров (мукомолов), Удельная |
|                                                                            | - Кусков (1:0)′ ~60′ - Смарыго 80′ | (отчёт) | - 57′ Ал.Ларионов - (2:2)′ (авт.) |                                          |
| ЛОС: ... Кусков, Смарыго ... Завод им.Сталина: Шорец - ... Ал.Ларионов ... |                                    |         |                                   |                                          |

| 6 июн | «Динамо»                                                         | 4:3     | ГОЛИФК                                              | Стадион кондитеров (мукомолов), Удельная |
| | - П.Дементьев 5′ - ? 75′ (пен.) - Светлов (3:3)′ - М.Бутусов 82′ | (отчёт) | - ~25′ В.Шелагин - (1:2)′ Бизюков - (1:3)′ Андросов | Судья: М.Окунь                           |
| «Динамо»: Н.Соколов - ... Светлов, П.Дементьев, М.Бутусов ... ГОЛИФК: ... В.Шелагин, Бизюков, Андросов ... |                                                                  |         |                                                     |                                          |

| 6 июн                                                          | «Большевик»     | 1:0     | «Спартак» | Стадион кондитеров (мукомолов), Удельная |
|                                                                | - С.Строков 70′ | (отчёт) |           | Судья: Н.Усов                            |
| «Большевик»: ... С.Строков, П.Соколов ... «Спартак»: Рябинин - |                 |         |           |                                          |

| 6 июн                                                  | «Красная заря»                                    | 3:1     | «Балтвод»              | Стадион кондитеров (мукомолов), Удельная |
|                                                        | - П.Григорьев (1:0)′ - Ярцев 60′ - Прокопович 80′ | (отчёт) | - 70′ ? - 88' (пен.) ? |                                          |
| «Красная заря»: ... П.Григорьев, Прокопович, Ярцев ... |                                                   |         |                        |                                          |

| 30 июн | «Большевик»                                   | 3:0     | ЛОС | «Динамо»          |
| | - Зубарев (1)′ - Гинько (2)′ - П.Соколов (3)′ | (отчёт) |     | Зрителей: ~10 000 |
| «Большевик»: Н.Михайлов - Бахтеров, Гинько - Шапырин, П.Строков, Беляков - Головня, М.Андреев, Зубарев, ?, П.Соколов |                                               |         |     |                   |

| 30 июн                                                                                           | «Динамо»                                        | 1:1     | ЗиС              | «Динамо»          |
|                                                                                                  | - Осинин (1:0)′ (авт.) - Б.Шелагин (1:0) (пен.) | (отчёт) | - (1:1) Абакумов | Зрителей: ~10 000 |
| «Динамо»: Н.Соколов - ... М.Бутусов, Б.Шелагин ... ЗиС: ... Салостин, Осинин, Ивин, Абакумов ... |                                                 |         |                  |                   |

| 30 июн | «Красная заря» | 2:0     | «Спартак»       | Стадион им.Ленина |
|        |                | (отчёт) | - (пен.) Иванов |                   |

|  | «Балтвод» | 0:0 | ГОЛИФК |  |

| 12 авг | Завод им.Сталина                                                 | 5:0     | «Балтвод» | Стадион им.Ленина |
|        | - Донин (1)′ - Лаврентьев (2)′ (5)′ - Гнездов (3)′ - Смагин (4)′ | (отчёт) |           | Зрителей: 15 000  |

| 12 авг | «Спартак»                                                  | 5:3     | ЛОС                                     | Стадион им.Ленина                  |
|        | - Ширко (1:1)′ (2:1)′ (3:2)′ (4:3)′ - Иванов (5:3)′ (пен.) | (отчёт) | - 6′ (пен.) (2:2)′ В.Федоров - (3:3)′ ? | Зрителей: 15 000 Судья: И.Колтунов |

| 12 авг | «Динамо»                                          | 3:1     | «Большевик» | Стадион им.Ленина                   |
| | - Н.Дементьев ~10′ - М.Бутусов ~15′ - Светлов 80′ | (отчёт) | - ~25′ ?    | Зрителей: 15 000 Судья: П.Евдокимов |
| «Динамо»: Н.Соколов - Юденич, К.Егоров - Пав.Попов, С.Егоров, Вал.Федоров - Светлов, П.Дементьев, М.Бутусов, Б.Шелагин, Н.Дементьев «Большевик»: Н.Михайлов - Бахтеров, Гинько - Шапырин, П.Строков, Беляков - Головня, М.Андреев, Зубарев, С.Строков, П.Соколов |                                                   |         |             |                                     |

| 12 авг | ГОЛИФК                                    | 2:1     | «Красная заря»   | Стадион им.Ленина                |
|        | - Андросов (1:0)′ - Н.Топталов 77′ (авт.) | (отчёт) | - (1:1)′ Кавокин | Зрителей: 15 000 Судья: П.Павлов |

| 14 авг | Завод им.Сталина            | 2:1     | ГОЛИФК          | Стадион КСИ   |
| | - Салостин 16′ - Смагин 70′ | (отчёт) | - 70′ В.Федоров | Судья: Н.Усов |
| Завод им.Сталина: Шорец - Бобрышев, Салостин - ... Смагин ... ГОЛИФК: Эвранов - Смольников, Зябликов - ... В.Федоров ... |                             |         |                 |               |

| 14 авг | «Красная заря»                                                   | 5:2     | ЛОС                              | Стадион КСИ |
|        | - И.Смирнов (1:2)′ (2:2)′ (5:2)′ - Кавокин (3:2)′ - Ярцев (4:2)′ | (отчёт) | - (0:1)′ Кусков - (0:2)′ Сазонов |             |

| 14 авг | «Большевик»                                             | 5:4     | «Балтвод»     | Стадион им.Ленина |
|        | - ? (1:0)′ - Зубарев 75′ (3:4)′ (5:4)′ - Головня (4:4)′ | (отчёт) | - (1:1)′ Елец |                   |

| 14 авг | «Динамо» | 4:2     | «Спартак» | Стадион им.Ленина |
|        |          | (отчёт) |           |                   |

| 24 авг | «Спартак» | 6:2     | «Балтвод» | Стадион КСИ |
|        |           | (отчёт) |           |             |

| 24 авг         | «Динамо»  | 8:0     | ЛОС | Стадион КСИ |
|                | М.Бутусов | (отчёт) |     |             |
| ЛОС: Куликов - |           |         |     |             |

| 24 авг | «Большевик» | 2:0     | ГОЛИФК | Стадион им.Ленина |
|        |             | (отчёт) |        |                   |

Матч «Красная заря» — Завод им.Сталина перенесён и сыгран 6 октября
| 29 авг | «Большевик»                                   | 2:2     | Завод им.Сталина                  | Стадион им.Ленина |
|        | - Разбитной 12′ - ? 56' (пен.) - В.Иванов 81′ | (отчёт) | - 44′ Лаврентьев - (1:2)′ Гнездов |                   |

| 29 авг | «Балтвод»                                        | 4:3     | ЛОС                                     |  |
|        | - Елец 18′ 70′ - Поставнин (2:0)′ - Ласин (3:0)′ | (отчёт) | - 37′ В.Федоров - (3:2)′ (3:3)′ Сазонов |  |
| ЛОС:   |                                                  |         |                                         |  |

| 29 авг | ГОЛИФК          | 1:0     | «Спартак» |  |
|        | - Степаньян 80′ | (отчёт) |           |  |

Матч «Красная заря» — «Динамо» перенесён и сыгран 12 октября
| 6 сен                              | «Большевик»                                         | 3:0     | «Красная заря» | Стадион кондитеров (мукомолов), Удельная |
|                                    | - С.Строков 20′ - Гинько 60′ (пен.) - М.Андреев 80′ | (отчёт) |                |                                          |
| «Красная заря»: ... В.Топталов ... |                                                     |         |                |                                          |

| 6 сен                    | ГОЛИФК | 0:0     | ЛОС | Стадион кондитеров (мукомолов), Удельная |
|                          |        | (отчёт) |     |                                          |
| ГОЛИФК: ... Андросов ... |        |         |     |                                          |

| 7 сен               | «Динамо» | 8:1     | «Балтвод» | Стадион им.Ленина |
|                     |          | (отчёт) |           |                   |
| «Динамо»: Батырев - |          |         |           |                   |

| ~10 сен | Завод им.Сталина                           | 4:2     | «Спартак»     | Стадион кондитеров (мукомолов), Удельная |
| | - Ивин (1:0)′ (пен.) - Гнездов 50′ - ? 54′ | (отчёт) | - 46′ Мурашев | Судья: Гутман                            |
| Завод им.Сталина: Шорец - ... Ивин, Копейко, Гнездов ... «Спартак»: Рябинин - ... Макаров, Телегин, Мурашев ... |                                            |         |               |                                          |

| 12 сен                           | Завод им.Сталина | 6:3     | ЛОС | «Динамо»        |
|                                  |                  | (отчёт) |     | Зрителей: ~5000 |
| Завод им.Сталина: Арк.Ларионов - |                  |         |     |                 |

| 12 сен                                                                                    | «Динамо»           | 1:1     | ГОЛИФК          | «Динамо»        |
|                                                                                           | - Б.Шелагин (1:0)′ | (отчёт) | - 87′ Степаньян | Зрителей: ~5000 |
| «Динамо»: Н.Соколов - Юденич, Вал.Федоров, Светлов, П.Дементьев, М.Бутусов, Б.Шелагин ... |                    |         |                 |                 |

| 12 сен                    | «Спартак» | 7:3     | «Большевик» | «Динамо»        |
|                           |           | (отчёт) |             | Зрителей: ~5000 |
| «Большевик»: Н.Михайлов - |           |         |             |                 |

| 12 сен | «Красная заря» | 9:1     | «Балтвод» | «Динамо»        |
|        |                | (отчёт) |           | Зрителей: ~5000 |

| 18 сен | «Большевик» | 3:0     | ЛОС |  |
|        |             | (отчёт) |     |  |
| ЛОС:   |             |         |     |  |

| 18 сен | ГОЛИФК | 2:1     | «Балтвод» |  |
|        |        | (отчёт) |           |  |

| 18 сен                                                                                 | «Динамо» | 2:0     | Завод им.Сталина |  |
|                                                                                        |          | (отчёт) |                  |  |
| Завод им.Сталина: Шорец - ... Бобрышев, Ивин, Винокуров , Копейко, Гнездов, Смагин ... |          |         |                  |  |

| 18 сен | «Спартак» | 4:0     | «Красная заря» | Стадион им.Ленина                 |
| |           | (отчёт) |                | Зрителей: 15 000 Судья: В.Бутусов |
| «Спартак»: ... Ротмистров ... · «Красная заря»: ... И.Смирнов , В.Лемешев , А.Лемешев , В.Топталов 75' ... |           |         |                |                                   |

| 24 сен | «Динамо»                                                              | 6:0     | «Большевик» |  |
| | - М.Бутусов 37′ 57′ - Светлов 50′ - Б.Шелагин 4:0′ 5:0′ - Юденич 6:0′ | (отчёт) |             |  |
| «Динамо»: Н.Соколов - Юденич, ? - Пав.Попов, ?, Вал.Федоров - Светлов, П.Дементьев, М.Бутусов, Б.Шелагин, ? «Большевик»: ... Гинько, С.Строков ... |                                                                       |         |             |  |

| 24 сен                                                        | Завод им.Сталина | 4:2     | «Балтвод» |  |
|                                                               |                  | (отчёт) |           |  |
| Завод им.Сталина: ... Салостин ... · «Балтвод»: ... Мишук ... |                  |         |           |  |

| 24 сен | «Спартак» | 3:2     | ЛОС |  |
|        |           | (отчёт) |     |  |

| 24 сен | «Красная заря»                             | 3:1     | ГОЛИФК                  |  |
|        | - Ярцев 1:1′ - Кавокин 65′ - Кучинский 75′ | (отчёт) | - 25′ (пен.) Смольников |  |

| 30 сен | «Красная заря» | 3:0     | ЛОС |  |
|        |                | (отчёт) |     |  |

| 30 сен                                                                                | «Спартак»                                           | 4:1     | «Динамо»     |  |
|                                                                                       | - Мурашев 7′ - Занин 28′ - Ширко 3:0′ - Иванов 4:0′ | (отчёт) | - 80′ Юденич |  |
| «Спартак»: Н.Соколов - ... Юденич ... «Динамо»: ... Мурашев, Занин, Ширко, Иванов ... |                                                     |         |              |  |

| 30 сен | «Большевик» | 11:2    | «Балтвод» |  |
|        |             | (отчёт) |           |  |

| 30 сен                                                           | Завод им.Сталина | 8:1     | ГОЛИФК |  |
|                                                                  |                  | (отчёт) |        |  |
| Завод им.Сталина: Шорец - ... Ивин, Копейко, Гнездов, Смагин ... |                  |         |        |  |

| 4 окт | «Спартак»                            | 3:2     | Завод им.Сталина          |                  |
| | - Ширко 5′ - Мурашев 38′ - Занин 82′ | (отчёт) | - 15′ Гнездов - 20′ Донин | Судья: П.Батырев |
| «Спартак»: Рябинин - ... Мурашев, Занин, Ширко ... · Завод им.Сталина: Арк.Ларионов - ... Бобрышев 46', Гнездов, Донин ... |                                      |         |                           |                  |

| 6 окт                                     | «Красная заря»                           | 2:1     | Завод им.Сталина |  |
|                                           | - Шаповалов 19′ (авт.) - ? (2:0)′ (пен.) | (отчёт) | - (2:1)′ Гнездов |  |
| Завод им.Сталина: ... Ивин, Шаповалов ... |                                          |         |                  |  |

| 12 окт | «Красная заря»                    | 2:0     | «Динамо» |                   |
| | - П.Григорьев 52′ - И.Смирнов 65′ | (отчёт) |          | Судья: В.Лукандер |
| «Красная заря»: Лихвинцев - Н.Топталов, В.Григорьев - Уннам, Карев, В.Бодров - П.Григорьев, Ярцев, Пав.Артемьев, И.Смирнов, Бодров II · «Динамо»: Н.Соколов - Юденич ~70', К.Егоров - Пав.Попов, С.Егоров, Арк.Кузьмин - Светлов, Н.Дементьев, Кряжков, Б.Шелагин ~75', А.Дементьев |                                   |         |          |                   |

### Потуровая таблица
Положение после каждого тура указано с учетом количества фактически набранных очков (в случае их равенства — соотношения мячей); в течение турнира команды могли иметь разное число проведенных матчей.
| № тура / Команда  | 1        | 2 | 3 | 4 | 5 | 6 | 7 | 8 | 9 | 10 | 11 | 12 | 13 | 14 |   |
| ----------------- | -------- | - | - | - | - | - | - | - | - | -- | -- | -- | -- | -- | - |
| № тура / Команда  | «Динамо» | 1 | 2 | 2 | 2 | 2 | 1 | 1 | 1 | 2  | 2  | 1  | 1  | 1  | 1 |
| «Большевик»       | 3        | 1 | 1 | 1 | 1 | 2 | 2 | 2 | 1 | 1  | 2  | 2  | 2  | 2  |   |
| «Красная заря»    | 2        | 3 | 4 | 3 | 3 | 3 | 3 | 3 | 3 | 3  | 3  | 3  | 3  | 3  |   |
| «Спартак»         | 5        | 4 | 3 | 5 | 5 | 4 | 4 | 4 | 4 | 4  | 4  | 4  | 4  | 4  |   |
| Завод им. Сталина | 7        | 8 | 8 | 8 | 8 | 7 | 5 | 5 | 5 | 5  | 5  | 5  | 5  | 5  |   |
| ГИФК              | 6        | 6 | 7 | 7 | 7 | 6 | 7 | 7 | 7 | 6  | 6  | 6  | 6  | 6  |   |
| ЛОС               | 8        | 7 | 5 | 4 | 4 | 5 | 6 | 6 | 8 | 7  | 7  | 7  | 7  | 7  |   |
| «Балтвод»         | 4        | 5 | 6 | 6 | 6 | 8 | 8 | 8 | 7 | 8  | 8  | 8  | 8  | 8  |   |

## Низшие соревновательные уровни

### «Младшие» команды ЛОСФК
- II команды — «Динамо»II
- III — ГОЛИФКIII
- IV — «Динамо»IV
- V — «Динамо»V
- «старички» — «Спартак»«ст»
- «юноши» — ГОЛИФК«юн»[10]

### Первенство ЛОСПС
Победители в турнирах главных команд и в «клубном зачёте»
| I группа | II группа | III группа |
| «Клубный зачёт» | «Клубный зачёт» | «Клубный зачёт» |
| --- | --- | --- |
| - 1. ЛДКА - 2. Кировский завод - 3. Октябрьский завод - 4. Завод им.Энгельса - 5. Завод «Электрик» - 6. Завод им.Кулакова - 7. Завод им.Лепсе - 8. Завод им.Ленина | - 1. Пролетарский завод - 2. Ижорский завод - 3. «Красный треугольник» - 4. Завод им.Воскова - 5. «Двигатель» - 6. «Электросила» им.Кирова - 6. Оптико-механический завод - 6. Завод им.Маркса | - 1. Завод им.Ворошилова - 2. Клуб им.Ракова - 3. «Прогресс» - 4. «Красный Октябрь» - 5. Типография им.Володарского - 6. Октябрьская железная дорога - 7. Завод им.Казицкого - 8. Машиностроительный завод № 7 |
| I команды | | |
| - 1. Кировский завод - 2. ЛДКА - 3. Октябрьский завод | - 1. Ижорский завод - 1. Пролетарский завод - 3. «Двигатель» | |

По результатам переходных турниров (в «клубный зачёте») в группу ЛОСФК на следующий сезон вышли «Балтвод» и Кировский завод, в I группу ЛОСПС — Ижорский и Пролетарский заводы.

## Галерея
|  |  |  |  |

## Комментарии
1. ↑  Матч окончился дракой и был по решению ЛОСФК переигран 4 октября[9]
2. ↑  Матч прекращен на 75', поскольку у «Красной зари» после удалений осталось на поле менее 8 игроков.